# أشمون (إله فينيقي)
أشمون هو إله الشفاء وتجدد الحياة عند الفينيقيين، وقد كان أحد أهم آلهة البانثيون؛ كما كان الإله الذكر الرئيسي لمدينة صيدا. كان أشمون في البدء من آلهة الطبيعة والحياة النباتية الربيعية، وقد تمت مقارنته ومعادلته مع الإله البابلي تموز. توسّع دور أشمون ضمن البانثيون الفينيقي فيما بعد فكسب الإله سمات سماوية وكونية.
عرف هذا الإله في العصر الحديدي في صيداوكان يُعبد أيضاً في صور وقبرص وسردينيا وبيروت وقرطاج، حيث احتل موقع معبد أشمون من قبل كاتدرائية القديس لويس بقرطاج.
نقل الفيلسوف السوري داماسكيوس أسطورة أشمون في القرن السادس الميلادي، كما نقلها بطريرك القسطنطينية فوتيوس في القرن التاسع الميلادي.

## الأسطورة
تقص الأسطورة حكاية أشمون وهو شاب بيروتي ذهب في رحلة صيد في الغابة فرأته الإلهة عشتروت وأعجبت بحسنه. استمرت عشتروت بمضايقة أشمون بـمساعيها الغرامية إلى أن قام أشمون بخصي نفسه بواسطة فاس فقضى نحبه. أعادت الإلهة الثكلى إحياء أشمون ونقلته إلى الفلك وجعلته إلهاً سماوياً.
من الناحية التاريخية، ذُكر أشمون في النصوص المكتوبة للمرة الأولى عام 754 قبل الميلاد، وهو تاريخ توقيع معاهدة سلام بين الملك الأشوري اشور نيراري الخامس وماتي إيل ملك ارفاد؛ وقد ذكر أشمون في نص المعاهدة بصفة عراب وكفيل الاتفاق. تمت معادلة أشمون بـاسكليبيوس إثر النفوذ والتأثير اليوناني على فينيقيا. ظهرت أولى دلائل هذه المعادلة على عملات نقدية معدنية تم اكتشافها في عمريت وعكا تعود للقرن الثالث قبل الميلاد. يتمثل هذا الواقع أيضاً في الهلينية لنهر الأولي الذي سمي اسكليبيوس فلوفيوس (Asclepius Fluvius) وباسم البساتين المحيطة بالمعبد والتي عرفت ببساتين اسكليبيوس.